# Jean-François Leroux-Dhuys
Jean-François Leroux-Dhuys (ou Jean-François Dhuys ou Jean-François Leroux), né à Lille le 13 octobre 1934 et mort le 22 février 2021, est un écrivain, journaliste, historien de l'art, conservateur de musée et maire français.

## Parcours
Après des études à l’Institut de géographie et à Sciences Po (diplôme 1957), Jean-François Leroux mène parallèlement une activité de Maître d’ouvrage au sein d’un grand groupe bancaire français et une activité de journaliste pendant les dix dernières années (1971-1981) des Nouvelles littéraires (Jean-François Dhuys). Il est l’un des fondateurs de l’association qui anime le site historique de l’ancienne abbaye de Clairvaux (Aube) et de la Charte européenne des abbayes et sites cisterciens. Disciple et exécuteur testamentaire de Georges Henri Rivière, il est conservateur du Musée du Cristal de Bayel qu’il a créé en 1994. Élu à l’Association internationale des critiques d’art (1975) et à l’Académie d’Architecture (1990), professeur de droit de la construction au Cycle supérieure d’Aménagement et d’Urbanisme de Sciences Po Paris (1980-1996), maire de Bar-sur-Aube de 2001 à 2008, il est chevalier de la Légion d’Honneur, des Palmes académiques et des Arts et Lettres.

## Œuvre
Une partie des écrits de Jean-François Leroux-Dhuys (JFLD) est signée Jean-François Leroux (JFL) ou Jean-François Dhuys (JFD).

### Ouvrages
- Les problèmes fonciers. Correspondance municipale, Paris, 1967 (JFD)
- Les Promoteurs. Le Seuil, Paris, 1975 (JFD) - (D.L. 4° TRIM 1975 N°3650 (884))
- L’architecture selon Émile Aillaud. Dunod, Paris, 1983 (JFD) -  (ISBN 2-04-012127-7)[2]
- Les abbayes cisterciennes. Éditions Place des Victoires, Paris, 1998 (JFLD - Photos Henri Gaud) -  (ISBN 2-84459-000-4)[3],[4],[5]
- Clairvaux, le génie d’un lieu. Editions Chatelet – Voltaire, Cirey sur Blaise, 2012 (JFLD) -  (ISBN 979-1-09019-806-7)[6]

### Ouvrages en collaboration
- Pour une civilisation de l’Habitat. Editions ouvrières, Paris, 1969 (JFD en collaboration avec Louis Houdeville) - (D.L. 1er TRIM 1969 N° d’éditeur 3117)
- Françoise Debert. Orangerie, Cologne 1975 (JFD et Jean-Loup Trassart)
- Le Pessac d’Emile Aillaud, c’est Creutzwald en Lorraine. Pessac II, le Corbusier 1969-1985, in Ph. Boudon Pessac de le Corbusier, nouvelle édition, Dunod, Paris, 1985 (JFD) - (D.L. 1985)
- Musées et collections publiques in Histoire des Mœurs, Encyclopédie de la Pleiade, Gallimard, 1990 avec Georges Henri Rivière
- L’abbaye de Clairvaux. Itinéraires du patrimoine, D.Guéniot, Langres, 2003 (JFLD et Gilles Villain) -  (ISBN 2-87825-289-6)
- Pierre Sansot – Entretiens avec Jean-François Dhuys. 2 CD de l’emission « A voix nue » de France Culture (1991) in Rêveries dans la ville de P. Sansot, Carnets Nord, Paris, 2008 -  (ISBN 978-2-35536-015-2)
- Clairvaux - État des lieux. D.Guéniot, Langres, 2011 (JFLD et Virginie Bianchi  - photos Pascal Stritt) -  (ISBN 978-2-87825-500-3)

### Textes dans ouvrages collectifs
- Georges Henri Rivière, un homme dans le siècle. In La muséologie selon Georges Henri Rivière. Dunod, Paris, 1989 (JFLD) -  (ISBN 2-04-018706-5);
- Témoignage. Deslandes par Deslandes, Maison de l’architecture, 1989 (JFD);
- Clairvaux - prison de 1808 à nos jours, Histoire de Clairvaux, Actes du Colloque de Clairvaux – juin 1990. Némont, Bar-sur-Aube, 1991 (JFL) - (D.L. 4° TRIM 1991. N° du registre 1020);
- Clairvaux, de l’Abbaye à la prison. Moines et religieux au Moyen-Age. Le Seuil – Histoire, Paris, 1994 (JFLD) - (D.L. Octobre 1994. N° 22685 (1920KS);
- Notices Bar-sur-Aube/Clairvaux /Colombé-le-Sec. Champagne Ardenne. Guide du Patrimoine, Hachette, Paris, 1995 (JFL);
- La fondation de l’Ordre de Citeaux, 21 mars 1098. Célébrations nationales 1998, Paris, 1998 (JFL);
- Les moines cisterciens, bâtisseurs de la Cité céleste. Mémoire de Champagne, tome I. D.Guéniot, Langres, 2000 (JFLD) - (D.L. Janvier 2000 N° imprimeur 3820);
- L’économie cistercienne, les convers et les granges, l’exemple de Clairvaux. Mémoire de Champagne, tome II. D.Guéniot, Langres, 2000 (JFLD);
- Les cisterciens et la vigne, l’exemple de Clairvaux. Mémoire de Champagne, tome III. D.Guéniot, Langres, 2001 - Vignes, vin et aventures humaines. Rencontres de Clos Vougeot 2008. Centre Georges Chevrier, Dijon, 2009  (JFLD) - (D.L. Juin 2001 N° imprimeur 4327);
- Les moines cisterciens, bâtisseurs de la cité céleste. Les bâtisseurs, des moines cisterciens aux capitaines d’industrie. AMO et Le Moniteur, Paris, 1997 (JFLD) - (D.L. Octobre 1997. N° impression 78278);
- La maitrise d’ouvrage, une fonction de tous les temps. Les bâtisseurs de la modernité. AMO et Le moniteur, Paris, 2000 (JFLD) - (D.L. Octobre 2000);
- Georges Henri Rivière et le Musée des Arts et Traditions populaires. Les bâtisseurs de la modernité. AMO et Le Moniteur, Paris, 2000 (JFLD) - (D.L. Octobre 2000);
- La maitrise d’ouvrage, deux ou trois choses que je sais d’elle. Les bâtisseurs du présent. AMO et Le Moniteur, Paris, 2003 (JFLD) - (D.L. Octobre 2003 N°3341275);
- La diffusion actuelle de la culture cistercienne dans les institutions touristiques et culturelles laïques, l’exemple de la charte Mélanges cisterciens 2012, Bellefontaine, 2012 (JFLD) -  (ISBN 978-2-85589-714-1);

### Articles dans revues
- Salariat et marché commun. La Ciguë n°1, janvier 1958 (JFL);
- Le problème foncier. Formation CFDT n° 67, mars 1966 (JFD);
- Le préalable foncier. Après-demain n°103, 1968 (JFD);
- Réflexions sur la politique foncière de quelques pays européens. Correspondance municipale n° 84 et 85, 1968 (JFD);
- Etude économique simplifiée d'une opération immobilière  de caractéristiques moyennes à Paris. La vie urbaine n°4, 1971 (JFD);
- Le projet de loi Guichard freinera-t-il la spéculation foncière ? Projet n° 82, février 1974 (JFD);
- L’évolution  du coût des logements en location. Projet n°88, septembre 1974 (JFD);
- Peu d’espoir d’endiguer la spéculation foncière. Projet n°96, juin 1975 (JFD);
- La petite réforme foncière de M. Galley. Projet n°101, janvier 1975 (JFD);
- Luttes urbaines bidons. Autrement n°6, septembre 1976 (JFD)
- La poétique de la ville, un portrait de Pierre Sansot. Macadam, n°6, 15 novembre 1978 (JFD);
- L’adaptation de la promotion immobilière à la nouvelle  conjoncture de la construction du logement. Analyse financière n°52, 1er trimestre 1983 (JFD);
- Un paradis perdu : la Sainterie de Vendeuvre. Feuilles, n°8 –Printemps 1984 (JFL);
- Signification de Clairvaux, La vie en Champagne, Numéro spécial Abbaye de Clairvaux, 1986 – Nouvelle édition 1998 (JFL);
- Art cistercien, architecture cistercienne. Histoire et images médiévales, n° 12, 2008 (JFLD);

### Préfaces
- Ricardo Bofill, projets français 1978/81- La cité : histoire et technologie. L’Equerre, Paris, 1981 (JFD);
- Chronique des années noires dans l’arrondissement de Bar-sur-Aube 1939-1945 de Gérard Arcelin. Némont, Bar-sur-Aube, 1989 (JFL);
- Juin 1940 en Champagne méridionale de Gérard Arcelin. Némont, Bar-sur-Aube, 1990 (JFL);
- Bar-sur-Aube et son histoire, le vieux pont d’Aube de Gérard Arcelin. Némont, Bar-sur-Aube, 1991 (JFL);
- Sous la bouche des fours de Albert Lataillade. Edition OTB, Bayel, 1993 (JFL);
- Abbayes cisterciennes de Gilles Desmons – photos Christophe Lefébure, Privat, 1996 (JFL);
- Enfermements. Le cloitre et la prison (VI°-XVIIIe siècle). Colloque 2009 de Troyes et Clairvaux,  Publications de la Sorbonne, Paris, 2011 (JFLD);
- Côte des Bar, Champagne et Patrimoine de Patrick Dupré –Photos Didier Guy. Edition ATP, Sainte Savine, 2011 (JFLD);
- Sites cisterciens d’Europe. Edition Charte européenne des Abbayes et Sites cisterciens, Clairvaux, 2012 (JFLD);
- Les vierges du Salve de Chantal Fouché-Husson, Edition de l’ARAP, Abbaye de Preuilly, 2012 (JFLD);